# Ockert Steyn
Ockert Steyn (ur. 29 stycznia 1994) – nowozelandzki judoka. 
Startował w Pucharze Świata w 2014. Brązowy medalista mistrzostw Oceanii w 2018. Mistrz kraju w 2017 roku.